# 谢华 (1895年)
谢华（1895年—1987年），原名谢兹山，化名仲池，男，湖南衡南人，中国历史学家、政治人物，曾任中共湖南省委统战部部长，湖南省政协副主席。